# Éthique financière
L’éthique financière est la branche de l’éthique appliquée qui s’intéresse à la finance. En particulier, elle étudie comment différents produits financiers (actions, produits dérivés) ou institutions financières (banques, agences de notation) affectent la justice sociale et les inégalités sociales.
L’éthique financière, tout comme l’éthique animale ou l'éthique des affaires, se fonde dans l'éthique normative, qui vise à former des théories éthiques afin d’évaluer moralement des personnes, des actions ou des institutions.

## Champ d'application

### Éthique des banques centrales

#### Rôle des banques centrales
Une banque centrale est une institution chargée par un état (ou un ensemble d’états membres d’une zone monétaire) d’un certain nombre de missions relatives à la politique monétaire (Goodhart, 2011). Ces missions peuvent être :
- Maintenir la stabilité des prix, comme l’indiquent, par exemple, les statuts de la Banque centrale européenne[1]. Cette mission est aujourd’hui l’une des principales et est commune à l’ensemble des banques centrales (Fontan et al. 2016).
- Maintenir le plein-emploi. C’est le cas, par exemple, pour la Réserve fédérale des États-Unis, mais pas pour la BCE[2].
- Assurer la stabilité du système financier (Dietsch 2017).
- Superviser les banques et autres institutions financières. La BCE est ainsi, depuis 2014, chargée de la supervision de 130 banques européennes[3].

Afin de remplir leurs objectifs, les banques centrales ont diverses politiques monétaires conventionnelles : manipulation des taux d'intérêt directeurs et l’achat ou la vente d’actifs à court terme (opération d’open market). Depuis la crise financière de 2008, certaines banques centrales, notamment la BCE et la Fed, ont la possibilité d’utiliser de nouveaux instruments : le rachat massif d’actifs financiers et de bons du trésor (assouplissement quantitatif ou Quantitative Easing) et le financement des banques à long terme (LTRO) en sont deux exemples (Fontan et al. 2016 ; Dietsch 2017).

#### Banques centrales et inégalités
Au moins une des missions des banques centrales, maintenir la stabilité des prix, peut avoir des conséquences distributives : l’inflation favorise les débiteurs aux dépens des créditeurs. D’un autre côté, l’inflation frappe plus durement les personnes aux revenus faibles, qui ne peuvent faire face à une hausse des prix (Albanesi, 2007).
Cependant, ce sont les politiques « non conventionnelles », comme le quantitative easing, qui, selon plusieurs auteurs, impactent le plus négativement les inégalités de richesse (Fontan et al., 2016 ; Dietsch, 2017). Le rachat d’actions et le refinancement des banques favorisent en effet les détenteurs de capitaux, qui voient la valeur de leurs actifs augmenter sans courir de grands risques (Turner, 2016, Ch. 7 ; Bank of England, 2012).

#### Banques centrales et démocratie
L’une des critiques récurrentes des banques centrales concerne la nature peu démocratique du processus de prise de décision : bien que les objectifs des banques centrales soient fixés par les États et que les banquiers centraux soient nommés par leur gouvernement, les banquiers centraux restent totalement indépendants à l'égard de ceux-ci. De nombreux économistes défendent ce principe d’indépendance, afin de préserver la politique monétaire des effets néfastes des cycles électoraux (Kydland and Prescott, 1977). D’autres regrettent le caractère anti-démocratique et injuste de ce principe (Jeffers, 2015).
Une autre critique qui a trait au caractère démocratique des banques centrales se concentrent sur le poids des marchés financiers dans la transmission des politiques monétaires. En effet, toute banque centrale dépend de la réaction des marchés à sa politique : ce sont eux qui la « transmettent » vers l’économie réelle (Dietsch, 2017). Par exemple, en prêtant aux banques, la BCE espère que celles-ci prêteront à leur tour aux entreprises et favoriseront la création d’emploi. Les banques centrales peuvent donc paraître servir les marchés financiers plutôt que les citoyens ou l’état.

### Éthique des banques commerciales
L’activité des banques commerciales pose de nombreuses questions éthiques. La raison d’être des banques commerciales est de servir d’intermédiaire entre créditeurs, désireux de prêter leur argent, et débiteurs, désireux d’en emprunter (Shiller, 2012, Ch. 3). Le but social des banques commerciales est ainsi de financer l’économie réelle : la production de biens et de services (Herzog, 2017, Miller, 2017). Cependant, les banques commerciales ont également de nombreuses autres activités : gestion de portefeuille, placement boursier, etc.
La nature de leur activité comprend une certaine prise de risque : les débiteurs peuvent faire défaut ou les placements boursiers peuvent perdre leur valeur. Il s’agit dès lors de déterminer qui doit supporter ces risques : les banques elles-mêmes, les épargnants ou l’État ? Selon la nature du contrat, il est généralement admis que ce sont les banques ou les épargnants qui doivent porter ce risque (Shiller, 2012, Ch. 3). Mais, dans certains cas, c’est l’État (et donc l’ensemble des contribuables) qui est amené à le supporter : il s’agit du cas des banques « too big to fail ».
Certaines banques, qualifiées de « systémiques », sont considérées comme « trop grandes » pour faire faillite (Turner, 2016). En effet, leur banqueroute risquerait de plonger l’économie entière dans la crise (ex : Lehman Brothers). L’État est pris dans un dilemme face à ce risque : d’un côté, ne pas sauver les banques « too big to fail » fait peser un risque trop grand à l’économie ; d’un autre côté, les sauver envoie le signal aux banques qu’elles peuvent prendre des risques inconsidérés (problème d’aléa moral).

## Propositions de réformes

### QE for the people
L'assouplissement quantitatif (ou quantitative easing) consiste en l’achat, par une banque centrale, d’actifs financiers, comme des bons d’États ou des titres d’entreprises privées. Une proposition alternative est de remplacer (ou complémenter) ce mécanisme par un « Quantitative Easing for the people » La banque centrale pourrait créer de la monnaie et la verser directement aux citoyens ou aux États. Dans une lettre au Financial Times, 19 économistes ont ainsi proposé de verser 175 euros par mois pendant 19 mois à chaque citoyen des États membres de la zone euro. Selon eux, c’est une manière plus efficace et plus juste d’assurer la relance de l’économie de la zone euro.

### Une monnaie cryptographique sans banque centrale?
L’émergence de monnaies cryptographiques, comme le bitcoin, ouvre la possibilité de se passer de banques centrales. Par exemple, le bitcoin, contrairement à l’euro ou au dollar, ne requiert pas d’institution centralisée pour la gestion du système de paiement (Nakamoto, 2009).

### Éthique et sanctions personnelles
De nombreux auteurs insistent sur l’importance de renforcer l’éthique personnelle des banquiers et agents financiers (Herzog, 2017 ; Shiller, 2012). L’usage de sanctions pénales ou civiles personnelles visant les individus ayant enfreint les régulations financières ou ayant pris des risques mettant à mal l’ensemble du système financier est une solution envisagée pour limiter la prise de risque par les banques et les autres institutions financières (Cullen, 2017 ; Reiff, 2017).